# Serpusilla malagassa
Serpusilla malagassa är en insektsart som först beskrevs av Bruner, L. 1910.  Serpusilla malagassa ingår i släktet Serpusilla och familjen gräshoppor. Inga underarter finns listade i Catalogue of Life.